# Al Berto
Al Berto, pseudònim d'Alberto Raposo Pidwell Tavares OSE (Coïmbra, 11 de gener de 1948 — Lisboa, 13 de juny de 1997), va ser un poeta, pintor, editor i animador cultural portuguès. Existeix una escola secundària amb el seu nom en Sines.

## Biografia
Nascut en el si d'una família de l'alta burgesia portuguesa (d´origen anglès per part de l'àvia paterna). Un any després la família es muda a viure l'Alentejo. El pare mor aviat, en un accident de cotxe. En Sines passa tota la seva infància i adolescència fins que la família decideix enviar-ho a Lisboa per començar el seu ensenyament artístic a l'Escola António Rierol.
El 14 d'abril de 1967, fugint del servei militar, va marxar a viure a Bèlgica, on va estudiar pintura a l'École Nationale Supérieure d’Architecture et des Arts Visuels (La Cambre), en Brussel·les. Després de concloure el curs, decideix abandonar la pintura el 1971 i dedicar-se exclusivament a l'escriptura.
Durant aquest període va viure en una comunitat d'artistes hippies i com a resultat d´haver estat amb una noia belga, va ser pare d'un nen.
Torna a Portugal el 17 de novembre de 1974 i escriu el seu primer llibre íntegrament en la llengua portuguesa, À Procura do Vento num Jardim d´Agosto (A la Recerca del Vent en un Jardí d´Agost).
O Medo (La Por), una antologia del seu treball des del 1974 al 1986, es va editar per primera vegada al 1987. Aquest llibre va esdevenir en la seva obra més important i en el seu testimoni artístic definitiu, sent afegits nous escrits de l'autor en edicions porteriors just després la seva mort.
Va deixar encara textos incomplerts per a una òpera, per a un llibre de fotografia sobre Portugal i una «falsa autobiografia», com ell mateix la titulava.
Al Berto va morir a Lisboa el 13 de juny de 1997 de limfoma als 49 anys d´edat.

## Obra
El 2009 la Companyia de Teatre O Bando estrena al Teatre Nacional Donya Maria II, en Lisboa, un espectacle que es deia A Noite (La Nit) basat en les seves obres Lunário (Llunari), Tres cartas da memória das Índias (Tres cartes de la memòria de les Índies), Apresentação da noite (Presentació de la Nit), O Medo (La Por), À Procura do Vento num Jardim d´Agosto (A la Recerca del Vent en un Jardí d´Agost) i Dispersos. L'espectacle va ser dirigit per Joan Brites i interpretat per Ana Lúcia Palminha i Pedro Gil. A més de Lisboa, l'espectacle es va presentar al Teatre da Cerca de São Bernardo a Coïmbra i a l'espai d'O Bando.
El 2017, es va estrenar la seva primera pel·lícula biogràfica titulada Al Berto, dirigida per Vicente Alves del Ó, la qual retrata la relació amorosa entre el poeta i el João Maria, germà del director de la pel·lícula.

### Poesia
- Trabalhos do Olhar (1982)
- O Último Habitante (1983)
- Salsugem (1984)
- A Seguir o Deserto (1984)
- Três Cartas da Memória das Índias (1985)
- Uma Existência de Papel (1985)
- O Medo (Trabalho Poético 1974-1986) (1987)
- O Livro dos Regressos (1989)
- A Secreta Vida das Imagens (1990)
- Canto do Amigo Morto (1991)
- O Medo: Trabalho Poético 1974-1990 (1991)
- Luminoso Afogado (1995)
- Horto de Incêndio (1997)
- O Medo (1998)
- Degredo no Sul (2007)

### Prosa
- Á Procura do Vento num Jardim d'Agosto (1977)
- Meu Fruto de Morder, Todas as Horas (1980)
- Lunário (1988)
- O Anjo Mudo (1993)
- Dispersos (2007)
- Diários (2012)

### Teatre
- Apresentação da Noite (1985)

### Arts
- Projectos 69 (2002)

## Homenatges
- El 1988 rep el Premi Pen Club de Poesia per l'obra O Medo (La Por).
- El 10 de juny de 1992 el van fer Oficial de l'Ordre Militar de Sant'Iago da Espada.[4]